# Le chapitre perdu des Actes des Apôtres

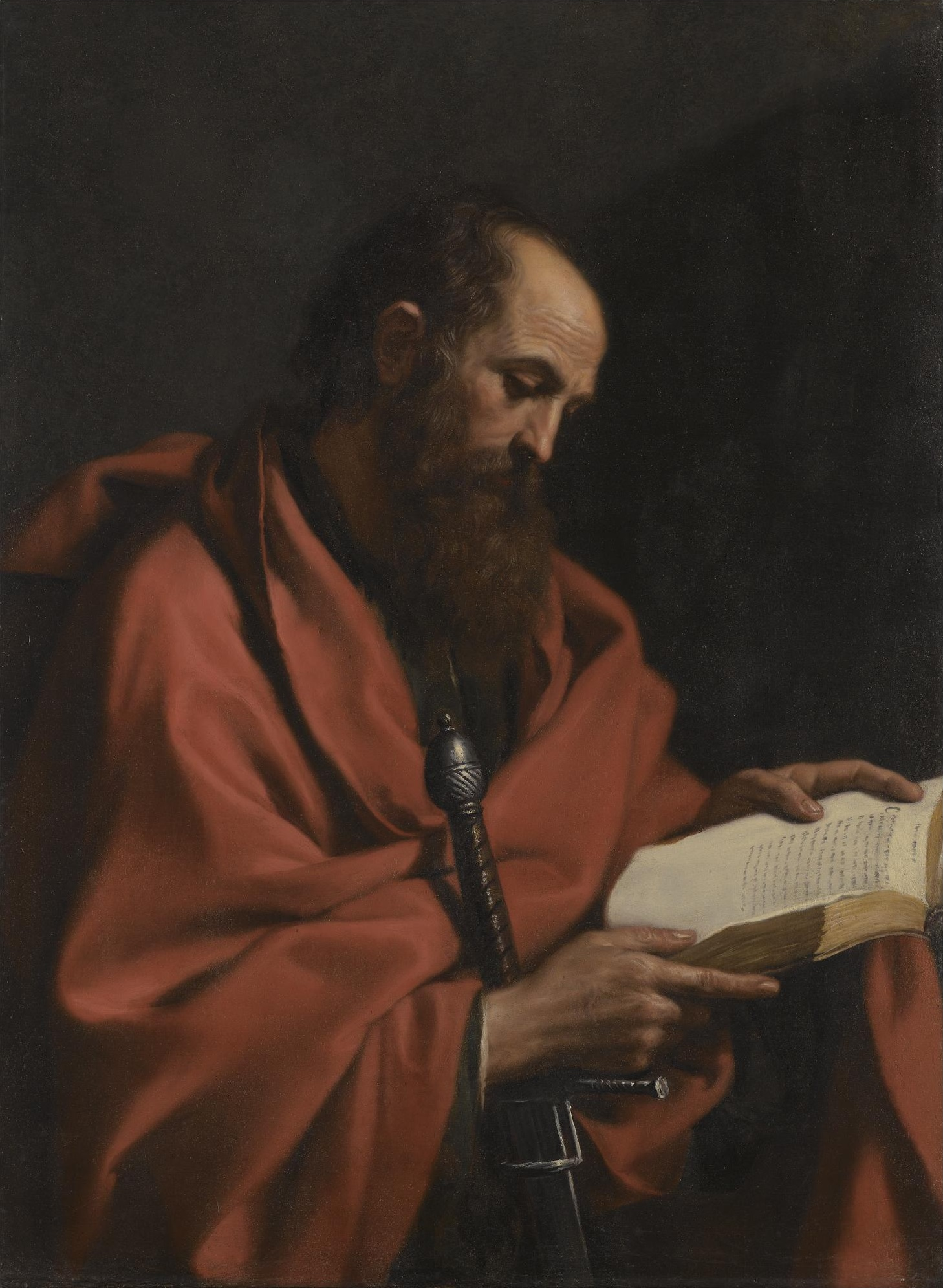
Saint Paul, Giovanni Francesco Barbieri

Le chapitre perdu des Actes des Apôtres, également connu sous le nom de Manuscrit Sonnini, est un court texte présenté comme la traduction d'un manuscrit contenant le chapitre 29 des Actes des Apôtres, concernant l'apôtre Paul de Tarse.

## Contenu
Les Actes des Apôtres, livre canonique, se termine assez brusquement avec Paul maintenu en résidence surveillée au chapitre 28, ce qui a donné lieu à diverses théories sur l'histoire du texte. Ce « chapitre perdu », qui relate le voyage de l'apôtre Paul en Grande-Bretagne, n'explique pas comment Paul s'est échappé ou a été libéré de son arrestation pour entreprendre de nouveaux voyages. Il se contente de raconter comment il quitta Rome pour l'Espagne, où il prêcha avec beaucoup de succès. Il se rend ensuite en Grande-Bretagne, « car il avait entendu dire en Phénicie que certains enfants d'Israël, vers l'époque de la captivité assyrienne, s'étaient enfuis par mer vers les îles lointaines, comme l'avait annoncé le prophète et que les Romains appelaient Bretagne ». Il débarque à Raphinus (que l'on croit être Sandwich, dans le Kent). Il prêche sur le mont Lud (colline de Ludgate, à Londres), futur site de la cathédrale Saint-Paul. Il s'y entretient avec les druides, qui lui révèlent leur descendance des Juifs « échappés de l'esclavage en Égypte ». Il voyage ensuite à travers la Gaule et prêche aux Belges. En Helvétie (Suisse), un tremblement de terre miraculeux se produisit à l'endroit présumé où Ponce Pilate « se précipita et périt si misérablement » lors de son suicide. Il poursuit sa route, via le mont Julius (les Alpes juliennes entre l'Italie et l'Autriche), jusqu'en Illyrie, en route vers la Macédoine et l'Asie, avec l'intention manifeste d'écrire les épîtres pastorales, à ses disciples Timothée et Tite,,,.

## Historique

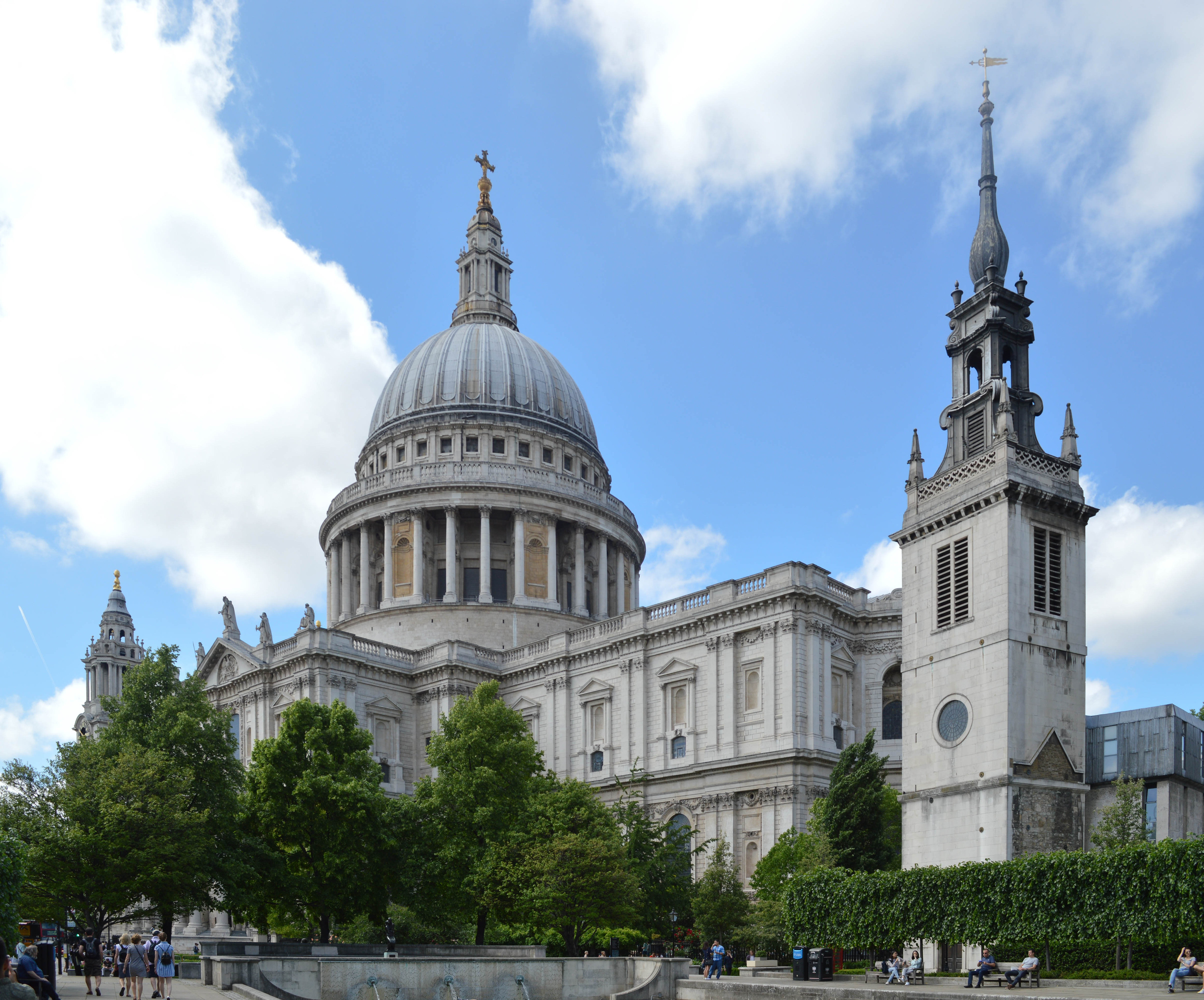
Cathédrale Saint-Paul de Londres

Le texte a fait sa première apparition en 1871, à Londres, où il aurait été publié par Stevenson. Selon l'éditeur, il a été traduit à la fin du XVIIIe siècle par le naturaliste français Charles-Nicolas-Sigisbert Sonnini de Manoncourt à partir d'un « manuscrit grec découvert dans les archives de Constantinople et offert par le sultan Abdoul Achmet ». Il a été retrouvé avec un exemplaire du firman du sultan de Turquie autorisant Sonnini à voyager dans toutes les régions des possessions ottomanes, caché dans une traduction anglaise du Voyage en Grèce et en Turquie de Sonnini. L'ouvrage fut imprimé à Londres en 1801 et conservé en Irlande dans la bibliothèque du député britannique Sir John Newport. Trente ans plus tard, après la mort de Newport, le contenu de sa bibliothèque fut vendu, dont le chapitre en question,.
Cependant, aucune trace d'un tel manuscrit n'a été retrouvée et l'édition française du livre de Sonnini, publié à Paris la même année, ne contient aucune allusion à un tel don du sultan. D'après des indices internes, la philologie dominante le considère comme très probablement une fraude ; il est donc classé parmi les pseudépigraphes modernes (en),.
L'objectif du livre était probablement de soutenir l'anglo-israélisme. Selon Edgar J. Goodspeed, cette idée, qui prévalait alors dans certains milieux de l’Angleterre, prétendait que les peuples anglo-saxons sont les dix tribus perdues d’Israël qui ont été emportées en captivité par l’Assyrie en 722 av. J.-C. et dont on n’a jamais entendu parler de lui depuis. Le titulaires de cette position dite aussi « israélo-britannique » déclarent que le sceau national des États-Unis témoigne de l'identité américaine avec la tribu de Manassé, la treizième tribu (Genèse 49:24, Osée 14:6, etc.). De son côté, les armoiries royales de Grande-Bretagne rappellent celles d'Éphraïm et de Juda (Genèse 49:9, Deutéronome 33:17, etc.). George Washington et le roi George V sont tous deux présentés comme des descendants directs du roi David. La propension du groupe israélo-britannique à rechercher la théologie, la chronologie et la prophétie dans les dimensions et les passages de la Grande Pyramide rappelle les efforts déployés en ce sens par l'astronome britannique Charles Piazzi Smyth, qui publia Notre héritage dans la Grande Pyramide en 1864 et Vie et œuvre à la Grande Pyramide en 1867. Le lien entre ses opinions et le mouvement israélo-britannique rend naturel le rattachement de la composition de ce chapitre supplémentaire des Actes à cette époque.

## Publication
Le texte est disponible dans une édition de 1982 par E. Raymond Capt (en) d'Artisan Publishers, qui est un éditeur spécialisé dans les sujets marginaux évangéliques.